# Ralph Ahn
Ralph Philander Ahn (* 28. September 1926 in Los Angeles, Kalifornien; † 26. Februar 2022 ebenda) war ein US-amerikanischer Schauspieler koreanischer Abstammung.

## Leben
An Pil-Young war der Sohn von Helen Lee und des politischen Aktivisten Ahn Chang-ho („Dosan“). Beide wanderten 1902, als Studenten, in die Vereinigten Staaten nach San Francisco ein – als eines der ersten koreanischen Paare überhaupt. Er war das jüngste von fünf Geschwistern: Susan Ahn Cuddy, Soorah Ahn, Philson Ahn und Philip Ahn.
Sein Vater war der Gründer der Koreanisch-Amerikanischen Einwanderungsgesellschaft und führte diese an. Er kämpfte für ein unabhängiges Korea und kehrte 1926 in seine Heimat zurück, wo er 1937 in Gefangenschaft der Japaner verstarb.
Nach der Schulzeit studierte Ralph Ahn an der California State University in Los Angeles und diente mit seinen Geschwistern Philip und Susan während des Zweiten Weltkriegs ab 1944 in der United States Navy, nachdem Japan in den Krieg eingetreten war und Pearl Harbor angegriffen hatte.
Mit seiner Ehefrau Rita hatte er zwei gemeinsame Töchter; drei Stiefsöhne stammten aus einer früheren Beziehung.
Ab 1964 legte er eine Pause von der Schauspielerei ein; in dieser Zeit unterrichtete er Wirtschaftsmathematik und war Cheftrainer der Football-Mannschaft der Bishop Alemany High School in Mission Hills. Nach dem Tod seiner Frau im Jahr 1967 gab Ahn seine Lehrtätigkeit auf und kehrte in die Leitung seines 1954 gegründeten Familienrestaurants zurück – erst ab 1988 war er wieder vor der Kamera zu sehen.
Am 1. Januar 2017 begrüßte Ahn als Vertreter der koreanisch-amerikanischen Gemeinschaft die Darsteller der südkoreanischen Varieté-Show Infinite Challenge in Los Angeles. Im März desselben Jahres sprach er bei einer Zeremonie in Riverside zu Ehren des „Pachappa Camps“, der ersten koreanischen Siedlung in den Vereinigten Staaten.
Er verstarb im Alter von 95 Jahren und fand im Forest Lawn Memorial Park seine letzte Ruhe. Eine Todesursache wurde nicht bekanntgegeben.

## Karriere
Ahn begann seine Schauspielkarriere in den 1950er Jahren und folgte damit seinem älteren Bruder Philip, der als erster koreanisch-amerikanischer Filmschauspieler in Hollywood galt und Meister Kan in der Fernsehserie Kung Fu verkörperte.
Eine erste Rolle vor der Kamera hatte er 1953 in Arzt im Zwielicht. Es folgten über die Zeit Auftritte in Filmen wie Männer – hart wie Eisen, Kopflos durch die Nacht, Mel Brooks’ Das Leben stinkt und Der Rasenmäher-Mann 2 – Beyond Cyberspace.
Im Fernsehen war er unter anderem in Golden Girls und Gilmore Girls zu sehen. Zwischen 2012 und 2018 spielte er Tran in mehreren Folgen der Sitcom New Girl.
Neben der Schauspielerei betrieb Ahn mit seiner Familie ab 1954 ein Restaurant, in dem kantonesische Gerichte serviert wurden; eines der ersten koreanischen Restaurants.
Im deutschen Sprachraum wurde Ahn unter anderem von Hans-Werner Bussinger, Günter Lüdke und Utz Richter synchronisiert.

## Filmografie (Auswahl)

### Film
- 1953: Arzt im Zwielicht
- 1953: Mission Over Korea
- 1954: Prisoner of War
- 1954: The Bamboo Prison
- 1957: Der Engel mit den blutigen Flügeln
- 1962: Bekenntnisse eines Opiumsüchtigen (Confessions of an Opium Eater)
- 1963: Männer – hart wie Eisen
- 1988: Kopflos durch die Nacht
- 1989: Alles auf Sieg (Let It Ride)
- 1990: China Cry: A True Story
- 1991: Eine perfekte Waffe (The Perfect Weapon)
- 1991: Das Leben stinkt
- 1991: Ein Deal auf Leben und Tod (Eyes of an Angel; auch: Gefährliche Freundschaft)
- 1993: Younger and Younger
- 1993: Amityville – A New Generation
- 1993: Come the Morning
- 1995: Panther
- 1996: Der Rasenmäher-Mann 2 – Beyond Cyberspace
- 1998: Let There Be Light (Que la lumière soit)

### Fernsehen
- 1953: China Smith
- 1953: Terry and the Pirates
- 1959: 21 Beacon Street
- 1979: Durch die Hölle nach Westen
- 1988–1989: Golden Girls
- 1990: Generations
- 1990: Hunter
- 1990: Shannon’s Deal
- 1991–1993: Die Staatsanwältin und der Cop (Reasonable Doubts)
- 1994: The Good Life
- 1994: All American Girl
- 1995: Bless This House
- 1995: Fallen Angels
- 1997: Walker, Texas Ranger
- 1999: Emergency Room – Die Notaufnahme
- 2000: King of Queens
- 2000: Susan
- 2003: Lady Cops – Knallhart weiblich
- 2004: The Shield – Gesetz der Gewalt
- 2005–2006: Gilmore Girls
- 2012–2018: New Girl

### Sonstiges
- 1993: Streetwise (Video)
- 1995: What’s My Story? (Computerspiel)